# Telotha indica
Telotha indica is een pissebed uit de familie Cymothoidae. De wetenschappelijke naam van de soort is voor het eerst geldig gepubliceerd in 1915 door Nierstrasz.